# Mecynidis laevitarsis
Mecynidis laevitarsis is een spinnensoort in de taxonomische indeling van de hangmatspinnen (Linyphiidae).
Het dier behoort tot het geslacht Mecynidis. De wetenschappelijke naam van de soort werd voor het eerst geldig gepubliceerd in 1970 door František Miller.